# Proletärer i alla länder, förena er!

Sovjetunionens statsemblem hade mottot skrivet på sitt band på alla femton språk som talades i dess republiker.

Den politiska mottot "Proletärer i alla länder, förena er!" är ett av slagorden i Kommunistiska manifestet (1848) av Karl Marx och Friedrich Engels (tyska: Proletarier aller Länder, vereinigt Euch!). En engelsk variant av denna fras ("Workers of all lands, unite") finns också inskriven på Marx gravsten. Kärnan i slagordet är att medlemmar av arbetarklassen i världen bör samarbeta för att besegra kapitalismen och uppnå seger i klasskonflikten.

## Historia
Fem år före Kommunistiska manifestet dök denna fras upp i den fransk-peruanska författaren och aktivisten Flora Tristans bok L'union ouvrière (Arbetarunionen) från 1843.
Första Internationalen, en internationell organisation som grundades 1864 för att förena arbetare i alla länder, övertalades av Engels att ändra sitt motto från det tidigare "alla människor är bröder" till "arbetare i alla länder, förena er!". Det återspeglade Marx' och Engels' nya syn på proletär internationalism.
Frasen har överlappande betydelser: för det första att arbetare bör gå samman i fackföreningar för att bättre kunna driva igenom sina krav, till exempel löner och villkor på arbetsplatsen; för det andra att arbetare bör se bortom sina olika fackföreningar och gå samman mot det kapitalistiska systemet; och för det tredje att arbetare i olika länder har mer gemensamt med varandra än arbetare och arbetsgivare i samma land.